# Carebaco Juniors
Das Carebaco Juniors (auch Carebaco Junior International genannt) ist im Badminton die internationale Meisterschaft des Badmintonverbandes CAREBACO für Junioren und damit das bedeutendste internationale Juniorenturnier in Mittelamerika. Das Turnier wurde erstmals für Junioren der Altersklasse U18 parallel zur Carebaco-Meisterschaft 1975 in den fünf Einzeldisziplinen ausgetragen. 1976 wurde der Teamwettbewerb eingeführt. Später wurde die Altersklasse auf U19 geändert und es kamen weitere Altersklassen (U17, U15, U13, U11) hinzu. Seit 2013 wird das Turnier zur Welt-Juniorenranglistenermittlung herangezogen und es wurde dadurch offen für Nicht-CAREBACO-Mitgliedsländer.

## Sieger
| Saison    | Herreneinzel                                          | Dameneinzel                                           | Herrendoppel                                          | Damendoppel                                           | Mixed                                                 | Teams                                                 |
| --------- | ----------------------------------------------------- | ----------------------------------------------------- | ----------------------------------------------------- | ----------------------------------------------------- | ----------------------------------------------------- | ----------------------------------------------------- |
| 1975      | Andre Chin                                            | Anna Kay van de Groot                                 | Andre Chin Peter Lee                                  | Anna Kay van de Groot Georgina Hew                    | Andre Chin Anna Kay van de Groot                      | –                                                     |
| 1976      |                                                       | Trinidad und Tobago                                   |                                                       |                                                       |                                                       | Jamaika                                               |
| 1977      | Oranjestad, abgesagt, technische Probleme             | Oranjestad, abgesagt, technische Probleme             | Oranjestad, abgesagt, technische Probleme             | Oranjestad, abgesagt, technische Probleme             | Oranjestad, abgesagt, technische Probleme             | Oranjestad, abgesagt, technische Probleme             |
| 1978      | Tommy Lee                                             | Ann Watkin                                            | Tommy Lee Robin Lewis                                 | Karen Chin Yannique Sin Quee                          | Tommy Lee Karen Chin                                  | Jamaika                                               |
| 1979      | Mike van Daal                                         |                                                       |                                                       | Debra O’Connor Beverly Tang Choon                     |                                                       | Jamaika                                               |
| 1980      |                                                       |                                                       | Hedwig de La Fuente John Sno                          |                                                       |                                                       | Trinidad und Tobago                                   |
| 1981      |                                                       |                                                       |                                                       |                                                       |                                                       | Trinidad und Tobago                                   |
| 1982      | Hedwig de La Fuente                                   |                                                       | Hedwig de La Fuente Steeve Nobibux                    |                                                       | Hedwig de La Fuente Sherida Ramzan                    | Jamaika                                               |
| 1983      |                                                       | Joan Jong Pian Kie                                    | Steeve Nobibux Wantley Sardjo                         | Carmen Partoredjo Joan Jong Pian Kie                  | Steeve Nobibux Joan Jong Pian Kie                     | Jamaika                                               |
| 1984      |                                                       |                                                       |                                                       | Carmen Partoredjo Audrey Pawironadi                   | Steeve Nobibux Carmen Partoredjo                      | Suriname                                              |
| 1985      | Marlon Djojodiwongso                                  | Audrey Pawironadi                                     | Oscar Brandon Milton Djojodiwongso                    | Audrey Pawironadi Donna Amatkarijo                    | Marlon Djojodiwongso Audrey Pawironadi                | Suriname                                              |
| 1986      | Marlon Djojodiwongso                                  | Audrey Pawironadi                                     | Marlon Djojodiwongso Fayaz Nazir                      | N. Caldeira Sinika Wahab                              | Fayaz Nazir Audrey Pawironadi                         | Suriname                                              |
| 1987      | Sean Barnwell                                         | Nadine Julien                                         | Neil Saunders Vishnu Seixas                           | Koreen Thomas Sinika Wahab                            | Ryan Castel Chantal Voorbraak                         |                                                       |
| 1988      | Oscar Brandon                                         | Koreen Thomas                                         | Eric Bleau Oscar Brandon                              | Koreen Thomas Sinika Wahab                            | Peter Peroune Sinika Wahab                            | Jamaika                                               |
| 1989      | Georgetown, abgesagt                                  | Georgetown, abgesagt                                  | Georgetown, abgesagt                                  | Georgetown, abgesagt                                  | Georgetown, abgesagt                                  | Georgetown, abgesagt                                  |
| 1990      | keine Daten                                           | keine Daten                                           | keine Daten                                           | keine Daten                                           | keine Daten                                           | Jamaika                                               |
| 1991      | Georgetown, abgesagt                                  | Georgetown, abgesagt                                  | Georgetown, abgesagt                                  | Georgetown, abgesagt                                  | Georgetown, abgesagt                                  | Georgetown, abgesagt                                  |
| 1992      | keine Daten                                           | keine Daten                                           | keine Daten                                           | keine Daten                                           | keine Daten                                           | Jamaika                                               |
| 1993      | Pedro Yang                                            | Lenacinth Simpson                                     | Pedro Yang                                            | Lenacinth Simpson                                     | Pedro Yang                                            | Jamaika                                               |
| 1994      | nicht ausgetragen                                     | nicht ausgetragen                                     | nicht ausgetragen                                     | nicht ausgetragen                                     | nicht ausgetragen                                     | nicht ausgetragen                                     |
| 1995      | keine Daten                                           | keine Daten                                           | keine Daten                                           | keine Daten                                           | keine Daten                                           | keine Daten                                           |
| 1996      | keine Daten                                           | keine Daten                                           | keine Daten                                           | keine Daten                                           | keine Daten                                           | Barbados                                              |
| 1997      | keine Daten                                           | keine Daten                                           | keine Daten                                           | keine Daten                                           | keine Daten                                           | Jamaika                                               |
| 1998      | keine Daten                                           | keine Daten                                           | keine Daten                                           | keine Daten                                           | keine Daten                                           | Jamaika                                               |
| 1999      | Charles Pyne                                          | Kesma Benito                                          | Alex Haddad Charles Pyne                              | Carolyn Davids Danielle Melchiot                      | Mitchel Wongsodikromo Carolyn Davids                  | Suriname                                              |
| 2000      | keine Daten                                           | keine Daten                                           | keine Daten                                           | keine Daten                                           | keine Daten                                           | Suriname                                              |
| 2001      | keine Daten                                           | keine Daten                                           | keine Daten                                           | keine Daten                                           | keine Daten                                           | Suriname                                              |
| 2002      | keine Daten                                           | keine Daten                                           | keine Daten                                           | keine Daten                                           | keine Daten                                           | Jamaika                                               |
| 2003      | keine Daten                                           | keine Daten                                           | keine Daten                                           | keine Daten                                           | keine Daten                                           | Suriname                                              |
| 2004 2005 | keine Daten                                           | keine Daten                                           | keine Daten                                           | keine Daten                                           | keine Daten                                           | keine Daten                                           |
| 2006      | nicht ausgetragen                                     | nicht ausgetragen                                     | nicht ausgetragen                                     | nicht ausgetragen                                     | nicht ausgetragen                                     | nicht ausgetragen                                     |
| 2007      | keine Daten                                           | keine Daten                                           | keine Daten                                           | keine Daten                                           | keine Daten                                           | keine Daten                                           |
| 2008 2010 | nicht ausgetragen                                     | nicht ausgetragen                                     | nicht ausgetragen                                     | nicht ausgetragen                                     | nicht ausgetragen                                     | nicht ausgetragen                                     |
| 2011      | Gerald Issacs                                         | Daneysha Santana                                      | Heriberto Torres Bryan Valentin                       | Daneysha Santana Génesis Valentín                     | Bryan Valentin Daneysha Santana                       | Puerto Rico                                           |
| 2012      | Jamari Rose                                           | Daigenis Saturria                                     | Jilson Arvelo Jackson Rodriguez                       | Crystal Leefmans Quennie Erisa Pawirosemito           | Jamari Rose Katherine Wynter                          | Puerto Rico                                           |
| 2013      | Rubén Castellanos                                     | Saribel Caceres Ramos                                 | Rubén Castellanos Brandon Samayoa                     | Yamile Martinez Licelott Sánchez                      | Aleandro Solas Saribel Caceres Ramos                  | Puerto Rico                                           |
| 2014      | Samuel Ricketts                                       | Katherine Wynter                                      | Samuel Ricketts Sean Wilson                           | Jade Clarke Katherine Wynter                          | Sean Wilson Jade Clarke                               | Jamaika                                               |
| 2015      | Sören Opti                                            | Bermary Polanco                                       | César Brito González Angel Argenis Marinez Ulloa      | Bermary Polanco Nairoby Abigail Jiménez               | César Brito González Nairoby Abigail Jiménez          | Dominikanische Republik                               |
| 2016      | César Brito González                                  | Bermary Polanco                                       | Shae Michael Martin Keshem Moore                      | Santusha Ramzan Mary-Ann Zhong                        | Shae Michael Martin Amanda Haywood                    | Dominikanische Republik                               |
| 2017      | Giovanni Toti                                         | Fernanda Saponara Rivva                               | Nicolás Macías Diego Mini                             | Inés Castillo Paula La Torre                          | César Brito González Nairoby Abigail Jiménez          | Dominikanische Republik                               |
| 2018      | Danny Chen                                            | Priyanna Ramdhani                                     | Danny Chen Jair Naipal                                | Chequeda De Boulet Priyanna Ramdhani                  | Geordan Tjon Kon Joe Imani Mangroe                    | -                                                     |
| 2019      | Joseph Lu                                             | Priyanna Ramdhani                                     | Kennie Maarten King Dominick Scantlebury              | Chequeda De Boulet Priyanna Ramdhani                  | Tyrese Jeffrey Priyanna Ramdhani                      | -                                                     |
| 2020 2022 | 2020, 2021 Tacarigua abgesagt; 2022 nicht ausgetragen | 2020, 2021 Tacarigua abgesagt; 2022 nicht ausgetragen | 2020, 2021 Tacarigua abgesagt; 2022 nicht ausgetragen | 2020, 2021 Tacarigua abgesagt; 2022 nicht ausgetragen | 2020, 2021 Tacarigua abgesagt; 2022 nicht ausgetragen | 2020, 2021 Tacarigua abgesagt; 2022 nicht ausgetragen |
| 2023      | Vishal Ramsubhag                                      | Sion Zeegelaar                                        | Ryan Sinanan Dejaun Williams                          | Chloe Poeketi Sion Zeegelaar                          | Diego Dos Ramos Sion Zeegelaar                        |                                                       |
| 2024      | Vishal Ramsubhag                                      | Amara Urquhart                                        | Vishal Ramsubhag Aditya Maharaj                       | Danyelle Barnes Sanna Guria                           | Vishal Ramsubhag Sanna Guria                          |                                                       |
| 2025      |                                                       |                                                       |                                                       |                                                       |                                                       |                                                       |